# 트레이드 센터마에역
트레이드 센터마에역(일본어: トレードセンター前駅, トレードセンターまええき)은 일본 오사카부 오사카시 스미노에구에 있는 오사카 메트로 난코 포트타운선의 역이다. 역 번호는 P10이다. 오사카 시 교통국의 역 중에서 최서단에 위치한다(코스모스퀘어 역보다 경도가 약간 낮다).

## 역 구조
섬식 승강장 1면 2선의 고가역에서 스크린도어가 설치되어 있다. 개찰구와 대합실은 3층, 승강장은 2층에 위치하며, 고가역이면서 교상역사로 구성되어 있다. 개찰구는 1곳만 있다.
당역은 난코 운수 사무소 소속으로 코스모스퀘어 역의 피관리역이다.

### 승강장
| 승강장 | 노선             | 행선                        |
| ------ | ---------------- | --------------------------- |
| 1      | 난코 포트타운 선 | 나카후토・스미노에코엔 방면 |
| 2      | 난코 포트타운 선 | 코스모스퀘어 행             |

## 역 주변
- 아시아 태평양 트레이드 센터 (ATC) - 역에서 연결 통로를 따라 직결됨.
  - 오사카 난코 코스모 페리 터미널
- 오사카 부 사키시마청사
- 오사카금강학원
- 오사카 난코 들새원
- 오사카 푸드 아울렛
- 오사카 시립 해양박물관

또한, 오사카 시영 버스 정류소에도 동명의 "트레이드 센터마에" 정류장이 존재하지만 오사카 부 사키시마청사를 끼고 건너편에 정류장이 위치하고 있다. 또, 난코 포트타운 선의 이웃 역인 코스모스퀘어 역행 버스만이 경유하기 때문에 환승에는 적당하지 않다.

## 역사
- 1997년 12월 18일: 오사카 항 트랜스포트 시스템(OTS) 뉴트람 난코 포트 선의 코스모스퀘어 ~ 나카후토 역간 개통과 동시에 영업 개시.
- 2005년 7월 1일: OTS에서 철도 사업(선로만 OTS 관리)를 양도 받아, 오사카 시 교통국 난코 포트타운 선의 역이 됨.

## 인접역
| ■ 오사카 메트로 난코 포트타운선    | ■ 오사카 메트로 난코 포트타운선 | ■ 오사카 메트로 난코 포트타운선 |
| ---------------------------------- | ------------------------------- | ------------------------------- |
| P09 코스모스퀘어 코스모스퀘어 방면 |                                 | 나카후토 P11 스미노에코엔 방면  |

## 같이 보기
- 오사카항 국제페리터미널(大阪港国際フェリーターミナル)
- 팬스타 크루즈(PanStar Cruise)
- 부산항연안여객터미널